# Hanceolinae
Hanceolinae A.J. Paton, Ryding & Harley, 2003 è una sottotribù di piante spermatofite dicotiledoni appartenenti alla famiglia delle Lamiaceae (ordine delle Lamiales).

## Etimologia
Il nome della sottotribù deriva dal suo genere tipo Hanceola Kudò ed è stato definito scientificamente dai botanici contemporanei Alan James Paton, Per Olof Ryding & Raymond Mervyn Harley nella pubblicazione "Kew Bulletin. Kew, England - 58(2): 487" del 2003.

## Descrizione

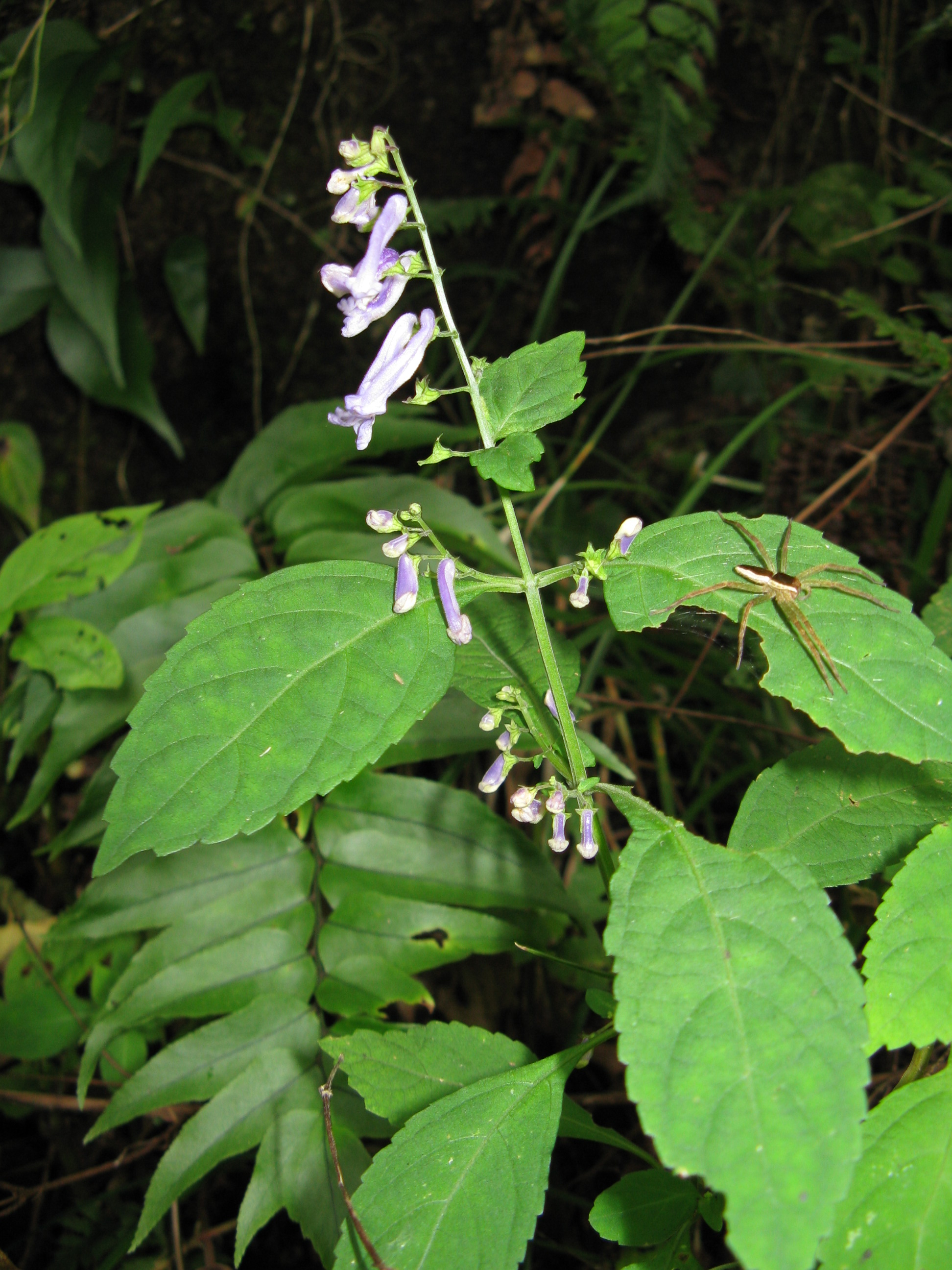
Il portamento
Isodon longitubus

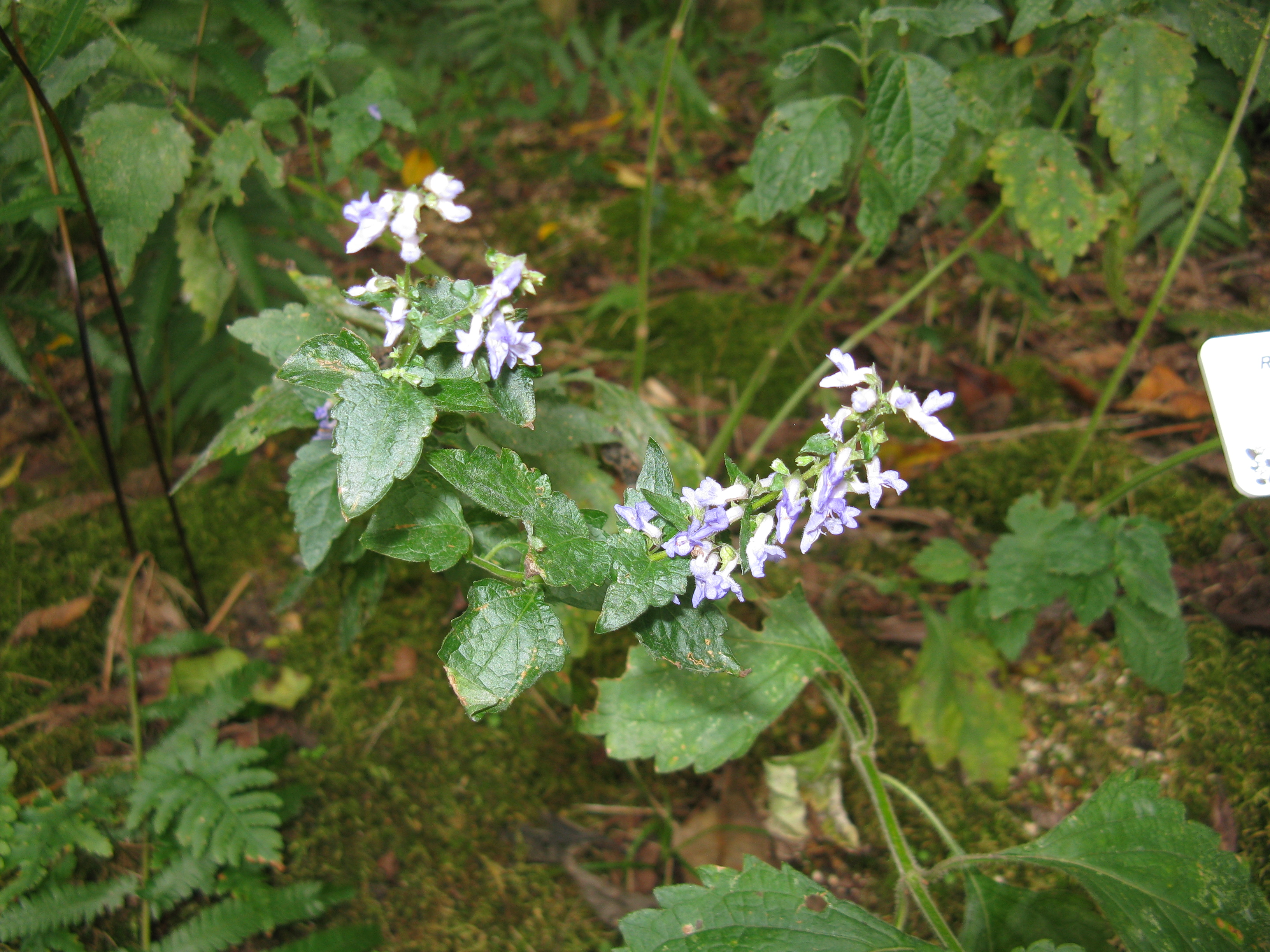
Le foglie
Isodon inflexus

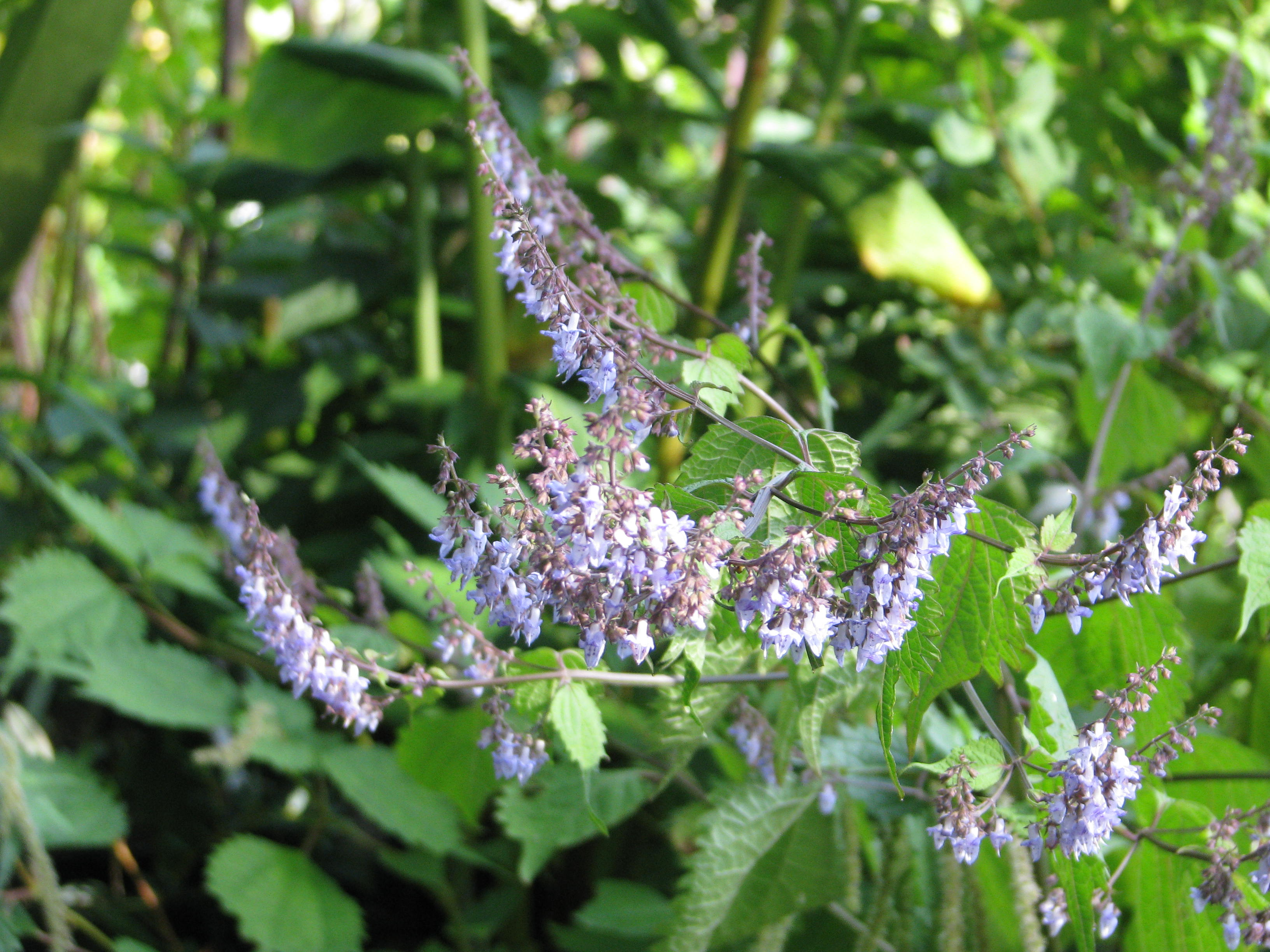
Infiorescenza
Isodon excisus

- Le specie di questa sottotribù hanno un portamento erbaceo con cicli biologici annuali o perenni, oppure arbustivo. Nelle specie arbustive il rizoma è legnoso e massiccio.[1][3][4][5][6][7][8]
- Le foglie lungo il fusto sono disposte in modo opposto (raramente alternato) e ogni verticillo è alternato rispetto al precedente; sono inoltre prive di stipole. La lamina è semplice con bordi dentati e di solito è picciolata. In alcune specie (Hanceola) la base delle foglie è cuneato-decorrente. In Siphocranion le foglie sono aggregate all'apice dei rami.
- Le infiorescenze sono tirsoidi con cime peduncolate (raramente sono sessili) e portate in vari verticilli ascellari sovrapposti lungo il fusto. Ogni verticillo è composto da alcuni fiori (da 1 a 7) sessili o pedicellati poggianti (oppure no) su alcune brattee persistenti, ma non colorate, di tipo fogliaceo. Le brattee sono più piccole delle foglie ed hanno delle forme lineari. Possono essere presenti anche delle bratteole (assenti nel genere Siphocranion).
- I fiori sono ermafroditi, zigomorfi, tetrameri (4-ciclici), ossia con quattro verticilli (calice – corolla - androceo – gineceo) e pentameri (5-meri: la corolla e il calice sono a 5 parti).

- Formula fiorale. Per la famiglia di queste piante viene indicata la seguente formula fiorale:

X, K (5), [C (2+3), A 2+2] G (2), (supero), drupa, 4 nucule
- Calice: il calice è gamosepalo, zigomorfo con base tubulosa, campanulata o a imbuto e terminante con 2 labbra a 5 lobi con struttura 3/2 o 1/4. Talvolta il tubo del calice è ristretto, oppure è incurvato alla gola. In genere il labbro posteriore ha 3 lobi, quello anteriore ha 2 lobi; ma in altri casi il calice è attinomorfo con 5 lobi subuguali. Spesso il lobo posteriore è più grande degli altri. I lobi hanno delle forme da deltoidi a lanceolate e in genere sono glabri. La superficie del calice è percorsa da alcune (8 - 10) venature longitudinali. Alla fruttificazione il calice può dilatarsi alquanto.

- Corolla: la corolla, gamopetala è zigomorfa, ed ha la forma di un tubo terminante in modo fortemente bilabiato con 4 - 5 lobi e con struttura 3/1 o 4/1. Il tubo della corolla è diritto oppure incurvato. Il labbro anteriore può essere piatto, oppure da concavo a forma di cappuccio con portamento ascendente o riflesso. I colori sono bianco, blu, rosa o porpora, raramente giallo. Non è presente l'anello di peli interno.

- Androceo: l'androceo possiede quattro stami didinami, declinati e non sporgenti dal labbro anteriore della corolla. I filamenti, spesso pelosi, sono paralleli e complanari. Inoltre sono adnati alla corolla: quelli anteriori nella gola della corolla; quelli posteriori appena sotto la gola o vicino alla base della corolla. Le antere hanno due teche divaricate e confluenti all'apice. I granuli pollinici sono del tipo tricolpato o esacolpato. Il disco nettario è composto da 4 lobi; i lobi sono alternati alle nucule e quello anteriore può essere più grande. Il nettario è ricco di sostanze zuccherine.

- Gineceo: l'ovario è supero formato da due carpelli saldati (ovario bicarpellare) ed è 4-loculare per la presenza di falsi setti divisori all'interno dei due carpelli. L'ovario è glabro. La placentazione è assile. Gli ovuli sono 4 (uno per ogni presunto loculo), hanno un tegumento e sono tenuinucellati (con la nocella, stadio primordiale dell'ovulo, ridotta a poche cellule). Lo stilo inserito alla base dell'ovario (stilo ginobasico) è del tipo filiforme ed è più lungo degli stami. Lo stigma è bilobo con lobi divergenti.

- Il frutto è uno schizocarpo composto da 4 nucule. La forma delle nucule è ovoidi, raramente coniche con base piatta. La superficie delle nucole è ricoperta da piccole areole, può essere glabra o pelosa con ghiandole, mucillaginosa oppure no.

## Riproduzione
- Impollinazione: l'impollinazione avviene tramite insetti tipo ditteri e imenotteri (impollinazione entomogama).[5][10]
- Riproduzione: la fecondazione avviene fondamentalmente tramite l'impollinazione dei fiori (vedi sopra).
- Dispersione: i semi cadendo a terra (dopo essere stati trasportati per alcuni metri dal vento – disseminazione anemocora) sono successivamente dispersi soprattutto da insetti tipo formiche (disseminazione mirmecoria).[11]  I semi hanno una appendice oleosa (elaisomi, sostanze ricche di grassi, proteine e zuccheri) che attrae le formiche durante i loro spostamenti alla ricerca di cibo.[12]

## Distribuzione e habitat
La distribuzione delle specie di questo gruppo è soprattutto asiatica (Cina) e in parte africana (2 specie) con habitat caldi e tropicali.

## Tassonomia
La famiglia di appartenenza della sottotribù (Lamiaceae), molto numerosa con circa 250 generi e quasi 7000 specie, ha il principale centro di differenziazione nel bacino del Mediterraneo e sono piante per lo più xerofile (in Brasile sono presenti anche specie arboree). Per la presenza di sostanze aromatiche, molte specie di questa famiglia sono usate in cucina come condimento, in profumeria, liquoreria e farmacia. La famiglia è suddivisa in 7 sottofamiglie; la sottotribù Hanceolinae appartiene alla sottofamiglia Nepetoideae (Dumort.) Leurss. (tribù Ocimeae Dumort.).

### Filogenesi
Studi di tipo filogenetico sono stati concentrati soprattutto sul genere più grande della sottotribù: Isodon. Questo genere risulta monofiletico pur comprendendo le due specie disgiunte africane (Isodon schimperi e Isodon ramosissimus). Queste si sono probabilmente formate attraverso processi allopoliploidi contemporaneamente ad una migrazione via terra dall'Asia all'Africa attraverso l'Arabia durante il Miocene (da 23 a 5 milioni di anni fa). L'apertura del Mar Rosso durante questo periodo, interrompendo il flusso dello scambio genico, ha avuto certamente un ruolo importante nella speciazione dei due fiori africani.

### Composizione della sottotribù
La sottotribù attualmente è formata da 3 generi e circa 100 specie:
| Genere                                  | Numero specie | Numero Cromosomico | Distribuzione            | Habitat tipico                     |
| --------------------------------------- | ------------- | ------------------ | ------------------------ | ---------------------------------- |
| Hanceola Kudo, 1929                     | 3-8           |                    | Endemismi della Cina     | Aree sempreverdi e foreste miste   |
| Isodon (Schrader ex Benth.) Spach, 1840 | Circa 100     | 2n = 24 e 42       | Asia e Africa (2 specie) | Tropicale                          |
| Siphocranion Kudò, 1929                 | 2             |                    | Cina e Indocina          | Boschi misti e foreste sempreverdi |